# Château Grillot
 (juillet 2015).
Le château Grillot est un château situé à Champlitte, en France.

## Localisation
Le château est situé au 14 rue du Marché, à Champlitte, dans le département français de la Haute-Saône.

## Historique
L'édifice est inscrit au titre des monuments historiques en 1991.